# 弗雷德里克·阿尔斯特鲁普
弗雷德里克·阿尔斯特鲁普（丹麥語：Frederik Aalestrup，1994年1月27日—），丹麥男子羽毛球運動員。

## 簡歷
2015年1月，弗雷德里克·阿尔斯特鲁普出戰冰島羽毛球國際賽，與卡斯帕·迪內森合作贏得男子雙打比賽亞軍。

## 主要比賽成績
只列出曾進入準決賽的國際賽事成績：
| 年份   | 賽事             | 公開賽級別 | 項目     | 拍檔                     | 成績   |
| ------ | ---------------- | ---------- | -------- | ------------------------ | ------ |
| 2015年 | 冰島羽毛球國際賽 | 國際系列賽 | 男子雙打 | 卡斯帕·迪內森            | 亞軍   |
| 2015年 | 芬蘭羽毛球國際賽 | 國際系列賽 | 男子雙打 | 马蒂亚斯·莫尔特·巴斯基尔 | 準決賽 |
| 2016年 | 荷蘭羽毛球國際賽 | 國際系列賽 | 男子雙打 | 马蒂亚斯·莫尔特·巴斯基尔 | 亞軍   |

| 2007-2017年 | 首要超級賽 | 超級賽 | 黃金大獎賽 | 大獎賽 | 國際挑戰賽 | 國際系列賽 | 未來系列賽 | 其他 |

| 2018-2026年 | 總決賽 | 超級1000賽 | 超級750賽 | 超級500賽 | 超級300賽 | 超級100賽 | 國際挑戰賽 | 國際系列賽 | 未來系列賽 | 其他 |